# HE/RO/Diskografie
Diese Diskografie ist eine Übersicht über die musikalischen Werke des deutschen Musik- und Comedyduos HE/RO und ihrer Vorgängergruppe Die Lochis. Ihre erfolgreichste Veröffentlichung ist das Debütalbum #Zwilling mit über 107.500 verkauften Einheiten.

## Alben

### Studioalben

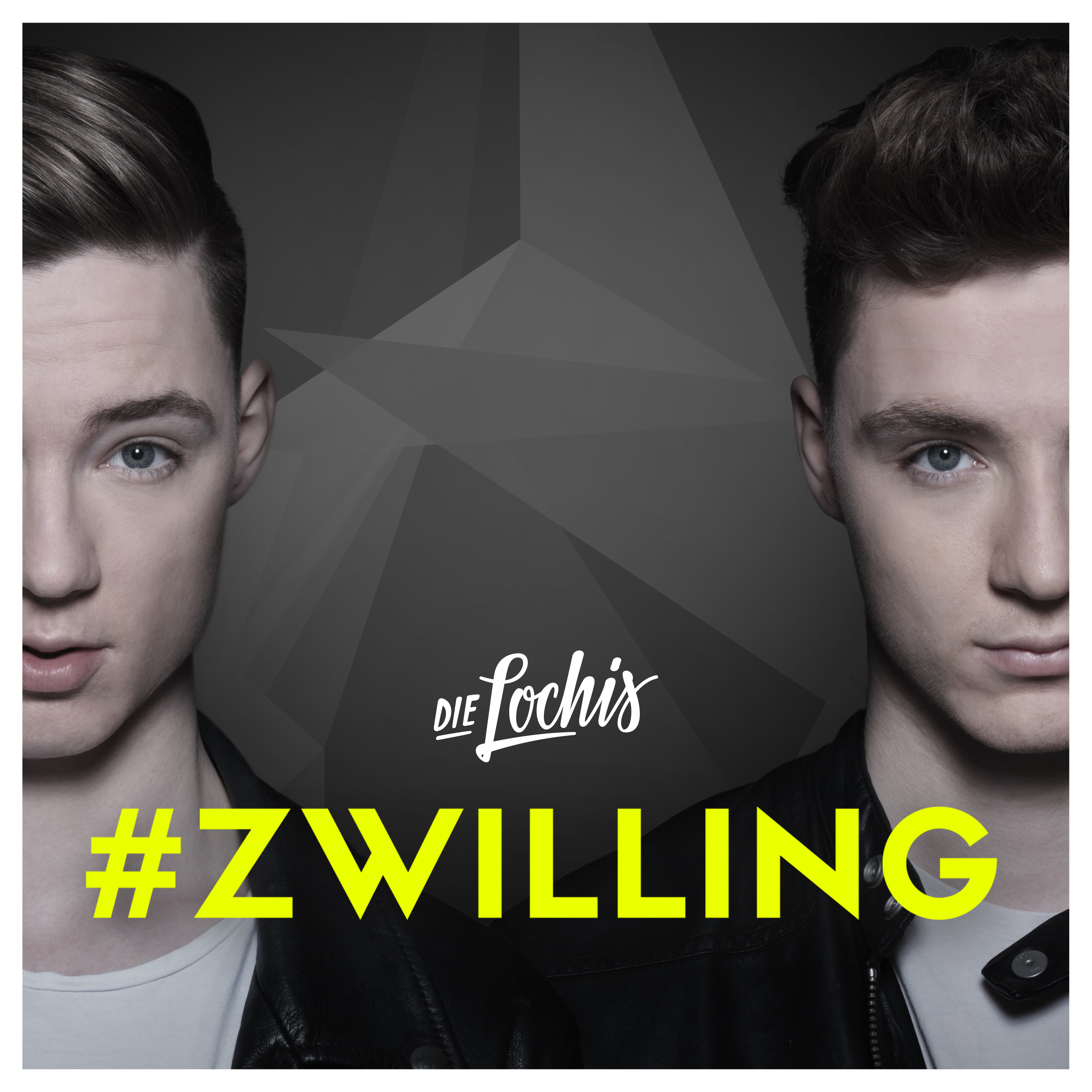
Frontcover zu #Zwilling

| Jahr           | Titel Musiklabel                             | Höchstplatzierung, Gesamtwochen, AuszeichnungChartplatzierungen (Jahr, Titel, Musiklabel, Platzierungen, Wochen, Auszeichnungen, Anmerkungen) | Höchstplatzierung, Gesamtwochen, AuszeichnungChartplatzierungen (Jahr, Titel, Musiklabel, Platzierungen, Wochen, Auszeichnungen, Anmerkungen) | Höchstplatzierung, Gesamtwochen, AuszeichnungChartplatzierungen (Jahr, Titel, Musiklabel, Platzierungen, Wochen, Auszeichnungen, Anmerkungen) | Anmerkungen                                               |
| Jahr           | Titel Musiklabel                             | DE | AT | CH | Anmerkungen                                               |
| -------------- | -------------------------------------------- | --- | --- | --- | --------------------------------------------------------- |
| als Die Lochis |                                              | | | |                                                           |
|                |                                              | | | |                                                           |
| 2016           | #Zwilling Department Musik (WMG)             | DE1 Gold · (27 Wo.)DE | AT1 Gold · (23 Wo.)AT | CH4 (7 Wo.)CH | Erstveröffentlichung: 19. August 2016 Verkäufe: + 107.500 |
| 2018           | #whatislife Warner Music (WMG)               | DE3 (12 Wo.)DE | AT3 (4 Wo.)AT | CH17 (3 Wo.)CH | Erstveröffentlichung: 31. August 2018                     |
| 2019           | Kapitel X Warner Music (WMG)                 | DE4 (5 Wo.)DE | AT10 (3 Wo.)AT | CH25 (1 Wo.)CH | Erstveröffentlichung: 13. September 2019                  |
| als HE/RO      |                                              | | | |                                                           |
|                |                                              | | | |                                                           |
| 2022           | Teen Star Dilemma Columbia Records (Sony)    | DE13 (1 Wo.)DE | AT18 (1 Wo.)AT | CH70 (1 Wo.)CH | Erstveröffentlichung: 13. Mai 2022                        |
| 2025           | Kein Grund zur Panik Columbia Records (Sony) | DE9 (1 Wo.)DE | AT6 (1 Wo.)AT | CH98 (1 Wo.)CH | Erstveröffentlichung: 17. Januar 2025                     |

## Singles

### Als Leadmusiker

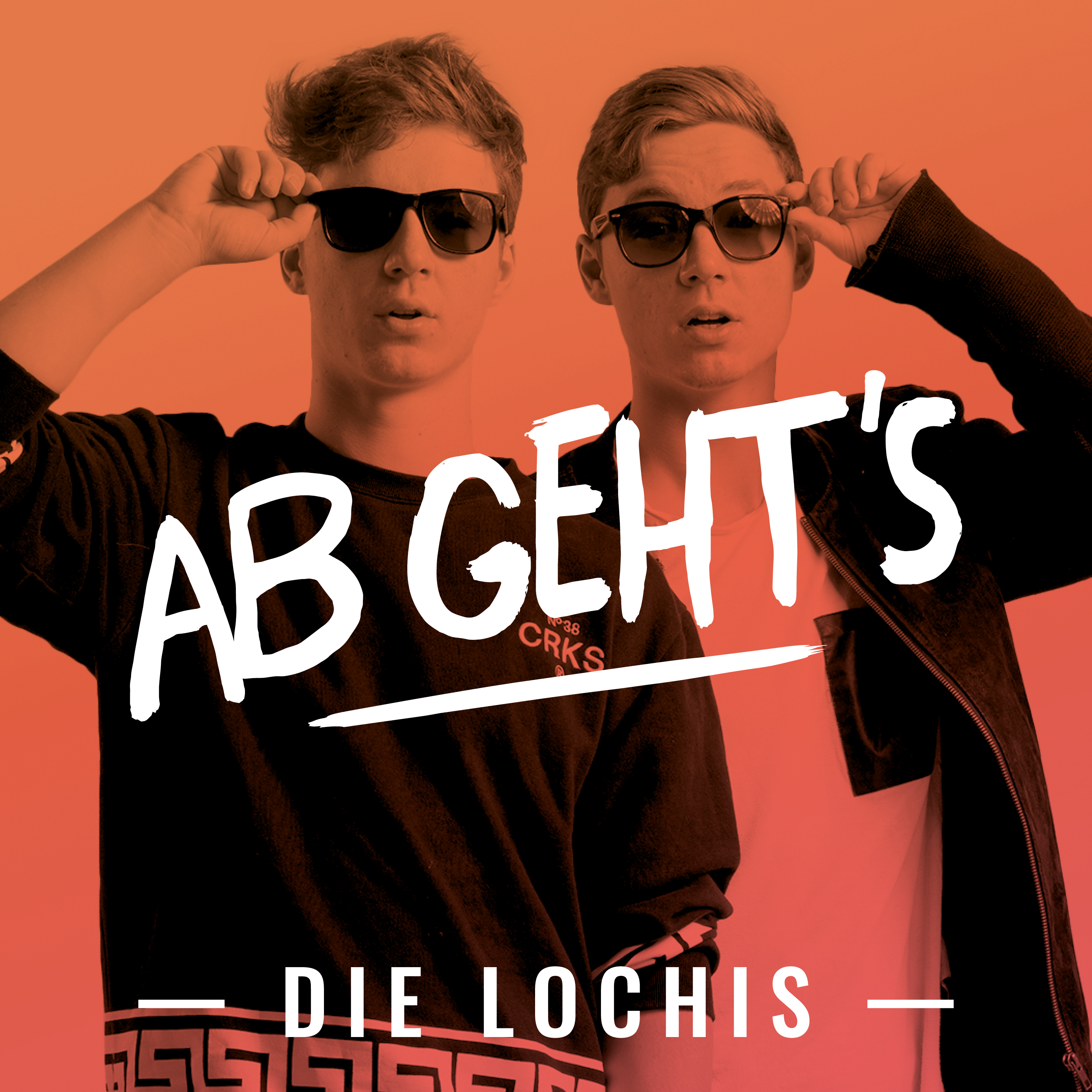
Frontcover zu Ab geht’s

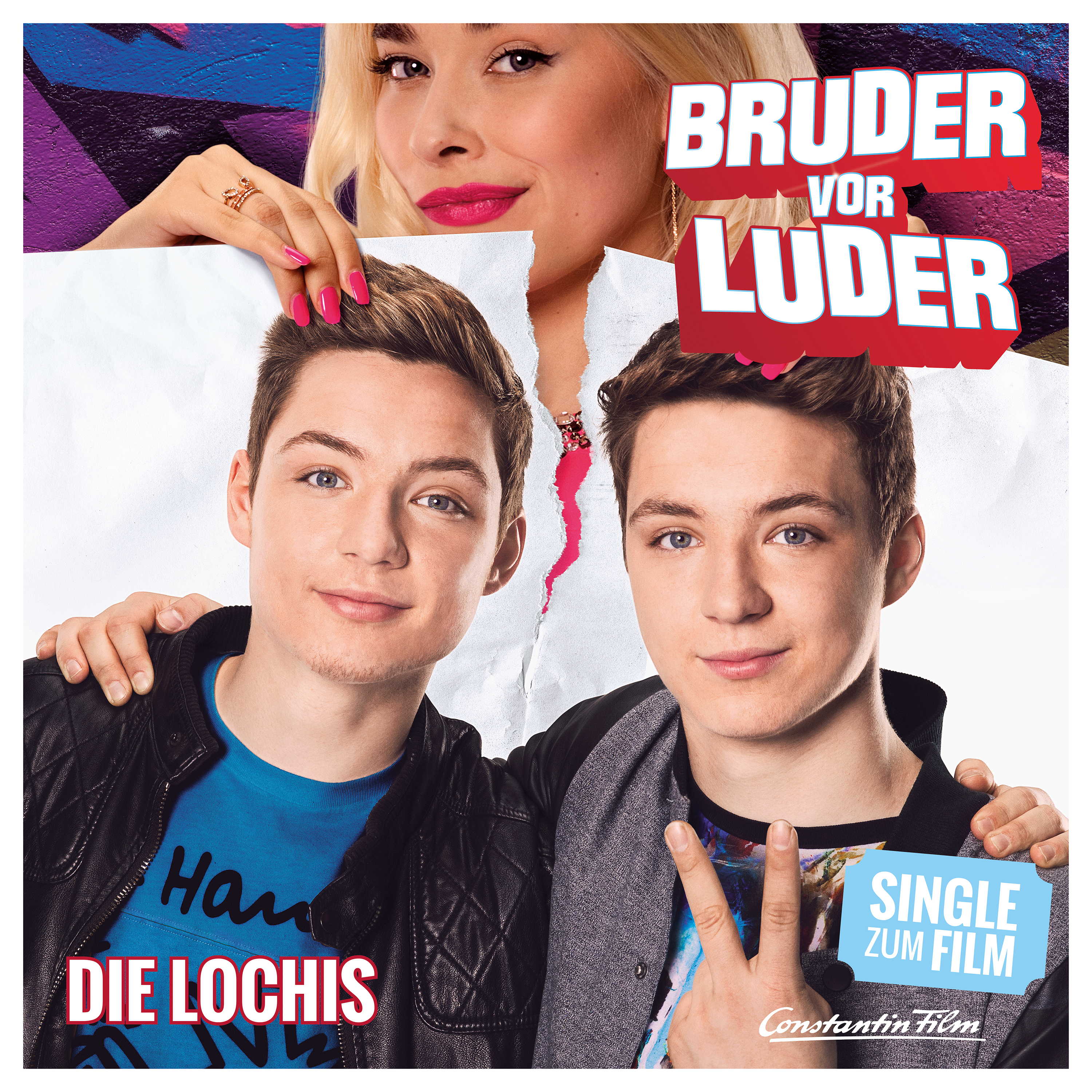
Frontcover zu Bruder vor Luder

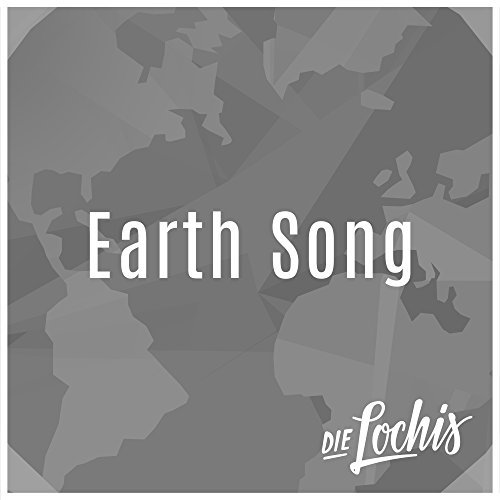
Frontcover zu Earth Song

| Jahr | Titel Album                                | Höchstplatzierung, Gesamtwochen, AuszeichnungChartplatzierungen (Jahr, Titel, Album, Platzierungen, Wochen, Auszeichnungen, Anmerkungen) | Höchstplatzierung, Gesamtwochen, AuszeichnungChartplatzierungen (Jahr, Titel, Album, Platzierungen, Wochen, Auszeichnungen, Anmerkungen) | Höchstplatzierung, Gesamtwochen, AuszeichnungChartplatzierungen (Jahr, Titel, Album, Platzierungen, Wochen, Auszeichnungen, Anmerkungen) | Anmerkungen                                                      |
| Jahr | Titel Album                                | DE | AT | CH | Anmerkungen                                                      |
| --- | ------------------------------------------ | --- | --- | --- | ---------------------------------------------------------------- |
| als Die Lochis |                                            | | | |                                                                  |
| |                                            | | | |                                                                  |
| 2012 | Unsere Zeit –                              | — | — | — | Erstveröffentlichung: 9. November 2012                           |
| 2013 | Durchgehend Online –                       | DE55 (2 Wo.)DE | AT37 (2 Wo.)AT | — | Erstveröffentlichung: 10. August 2013                            |
| 2014 | Ich bin blank –                            | DE34 (2 Wo.)DE | AT27 (2 Wo.)AT | CH59 (1 Wo.)CH | Erstveröffentlichung: 1. März 2014                               |
| 2014 | Sonnenschein –                             | DE42 (1 Wo.)DE | AT31 (1 Wo.)AT | — | Erstveröffentlichung: 25. Juli 2014                              |
| 2015 | Mein letzter Tag –                         | DE46 (1 Wo.)DE | AT22 (2 Wo.)AT | CH49 (1 Wo.)CH | Erstveröffentlichung: 17. Januar 2015                            |
| 2015 | Ab geht’s –                                | DE29 (4 Wo.)DE | AT27 (4 Wo.)AT | — | Erstveröffentlichung: 31. Juli 2015                              |
| 2015 | Bruder vor Luder –                         | DE61 (4 Wo.)DE | AT49 (3 Wo.)AT | — | Erstveröffentlichung: 18. Dezember 2015                          |
| 2016 | Lady #Zwilling                             | — | — | — | Erstveröffentlichung: 14. Oktober 2016                           |
| 2016 | Earth Song –                               | — | — | — | Erstveröffentlichung: 21. Oktober 2016 Original: Michael Jackson |
| 2017 | 18 #Zwilling18                             | — | — | — | Erstveröffentlichung: 8. September 2017                          |
| 2019 | Blinder Passagier Kapitel X                | — | — | — | Erstveröffentlichung: 3. Mai 2019                                |
| 2019 | Nicht von dieser Welt Kapitel X            | — | — | — | Erstveröffentlichung: 19. Juli 2019                              |
| 2019 | Willkommen Realität Kapitel X              | — | — | — | Erstveröffentlichung: 30. August 2019                            |
| als HE/RO |                                            | | | |                                                                  |
| |                                            | | | |                                                                  |
| 2021 | Siehst du mich –                           | — | — | — | Erstveröffentlichung: 15. Januar 2021                            |
| 2021 | Falsch mit mir –                           | — | — | — | Erstveröffentlichung: 12. März 2021                              |
| 2021 | Höhenangst –                               | — | — | — | Erstveröffentlichung: 14. Mai 2021 feat. Kayef                   |
| 2021 | Don’t Care Teen Star Dilemma               | — | — | — | Erstveröffentlichung: 23. Juli 2021                              |
| 2021 | Kuss an dich Teen Star Dilemma             | DE100 (1 Wo.)DE | — | — | Erstveröffentlichung: 3. September 2021                          |
| 2021 | Gar nix (außer dir) Teen Star Dilemma      | — | — | — | Erstveröffentlichung: 10. Dezember 2021                          |
| 2022 | Zu schön um wahr zu sein Teen Star Dilemma | — | — | — | Erstveröffentlichung: 18. März 2022                              |
| 2022 | F*** You Teen Star Dilemma                 | — | — | — | Erstveröffentlichung: 29. April 2022                             |
| 2022 | Unsichtbar –                               | — | — | — | Erstveröffentlichung: 9. September 2022                          |
| 2023 | Verrückte Phase –                          | — | — | — | Erstveröffentlichung: 10. März 2023                              |
| 2023 | Money –                                    | — | — | — | Erstveröffentlichung: 13. April 2023                             |
| 2023 | Unglaublich –                              | — | — | — | Erstveröffentlichung: 12. Mai 2023                               |
| 2023 | Lieb euch –                                | — | — | — | Erstveröffentlichung: 16. Juni 2023                              |
| 2023 | OMG (verlieb’ mich grad) –                 | — | — | — | Erstveröffentlichung: 21. Juli 2023                              |
| 2023 | Jetzt weinst du Kein Grund zur Panik       | DE77 (4 Wo.)DE | — | — | Erstveröffentlichung: 10. November 2023 feat. Ness               |
| 2024 | So Kalt Kein Grund zur Panik               | — | — | — | Erstveröffentlichung: 23. Februar 2024                           |
| 2024 | Wünsch dir das Beste Kein Grund zur Panik  | — | — | — | Erstveröffentlichung: 26. Juli 2024                              |
| 2024 | So Bad Kein Grund zur Panik                | — | — | — | Erstveröffentlichung: 4. Oktober 2024                            |
| 2024 | Sehnsucht Kein Grund zur Panik             | — | — | — | Erstveröffentlichung: 25. Oktober 2024                           |
| 2024 | Das Letzte Kein Grund zur Panik            | — | — | — | Erstveröffentlichung: 22. November 2024                          |
| 2025 | Du fehlst mir Kein Grund zur Panik         | — | — | — | Erstveröffentlichung: 3. Januar 2025                             |
| Folgende Lieder erschienen nicht als Single, wurden aber durch das Album zum Download und Streaming bereitgestellt und konnten somit eine Platzierung erlangen: |                                            | | | |                                                                  |
| |                                            | | | |                                                                  |
| 2016 | Lieblingslied #Zwilling                    | DE51 (1 Wo.)DE | AT38 (1 Wo.)AT | — | Charteinstieg: 1. Juli 2016 als Die Lochis                       |

### Als Gastmusiker
| Jahr | Titel Album             | Anmerkungen                                                                |
| ---- | ----------------------- | -------------------------------------------------------------------------- |
| 2017 | Vom schlafenden Apfel – | Erstveröffentlichung: 15. Dezember 2017 Schönherz & Fleer feat. Die Lochis |
| 2019 | Friendzone Justice      | Erstveröffentlichung: 10. Mai 2019 Lukas Rieger feat. Die Lochis           |
| 2023 | Sie mag meine Tattoos – | Erstveröffentlichung: 4. August 2023 YFG Pave feat. HE/RO                  |

## Videoalben und Musikvideos

### Videoalben

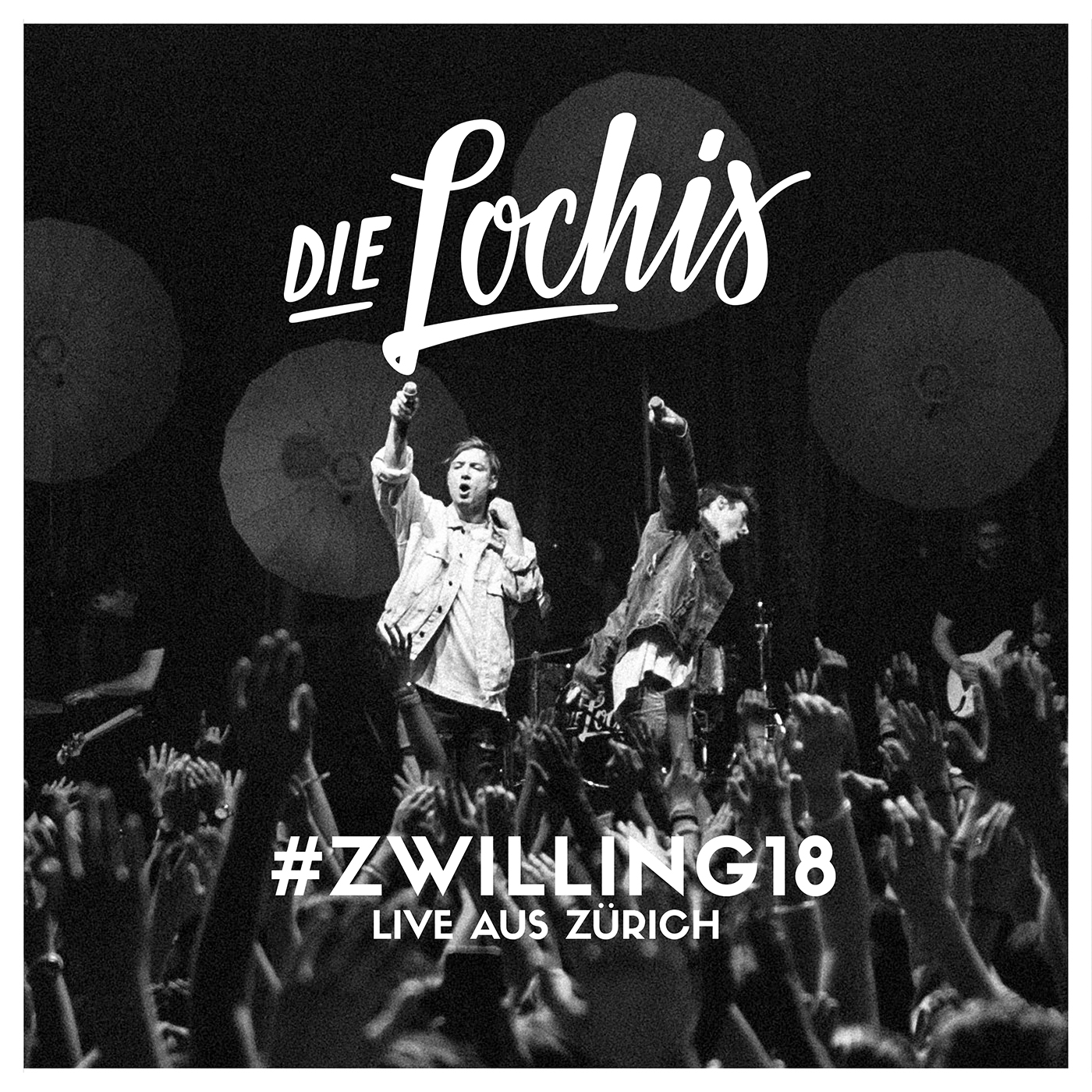
Frontcover zu #Zwilling18 – Live aus Zürich

| Jahr           | Titel Musiklabel                                     | Höchstplatzierung, Gesamtwochen, AuszeichnungChartplatzierungen (Jahr, Titel, Musiklabel, Platzierungen, Wochen, Auszeichnungen, Anmerkungen) | Höchstplatzierung, Gesamtwochen, AuszeichnungChartplatzierungen (Jahr, Titel, Musiklabel, Platzierungen, Wochen, Auszeichnungen, Anmerkungen) | Höchstplatzierung, Gesamtwochen, AuszeichnungChartplatzierungen (Jahr, Titel, Musiklabel, Platzierungen, Wochen, Auszeichnungen, Anmerkungen) | Anmerkungen                                                                      |
| Jahr           | Titel Musiklabel                                     | DE | AT | CH | Anmerkungen                                                                      |
| -------------- | ---------------------------------------------------- | --- | --- | --- | -------------------------------------------------------------------------------- |
| als Die Lochis |                                                      | | | |                                                                                  |
|                |                                                      | | | |                                                                                  |
| 2017           | #Zwilling18 – Live aus Zürich Department Musik (WMG) | DE*DE | AT3 (1 Wo.)AT | — | Erstveröffentlichung: 24. November 2017 * Verkäufe werden #Zwilling hinzuaddiert |

### Musikvideos
| Jahr           | Titel                    | Regisseur(e)                                 |
| -------------- | ------------------------ | -------------------------------------------- |
| als Die Lochis |                          |                                              |
|                |                          |                                              |
| 2013           | Durchgehend Online       |                                              |
| 2014           | Ich bin blank            |                                              |
| 2015           | Mein letzter Tag         |                                              |
| 2015           | Ab geht’s                |                                              |
| 2015           | Bruder vor Luder         | Tomas Erhart, Heiko Lochmann, Roman Lochmann |
| 2016           | Lieblingslied            | Viktor Heinz, Marvin Ströter                 |
| 2016           | Wie ich                  | Marvin Ströter                               |
| 2016           | Geweint und gelacht      | Caspar Hees                                  |
| 2016           | Lady                     | Marvin Ströter                               |
| 2017           | Sidekick                 |                                              |
| 2017           | 18                       | Marvin Ströter                               |
| 2018           | Lava                     | Marvin Ströter                               |
| 2018           | Nice dass du dabei bist  |                                              |
| 2018           | Laaazy                   | Marvin Ströter                               |
| 2018           | Alpha Queen              | Marvin Ströter                               |
| 2018           | Mädchen gegen Jungs      | Johannes Huth                                |
| 2018           | Superman                 |                                              |
| 2019           | Blinder Passagier        |                                              |
| 2019           | Nicht von dieser Welt    |                                              |
| 2019           | Willkommen Realität      |                                              |
| als HE/RO      |                          |                                              |
|                |                          |                                              |
| 2021           | Siehst du mich           | Philip Herbort                               |
| 2021           | Falsch mit mir           | Philip Herbort                               |
| 2021           | Höhenangst               | Philip Herbort                               |
| 2021           | Don’t Care               | Alexandre Embarck                            |
| 2021           | Gar nix                  | Tamino Zuch                                  |
| 2022           | Zu schön um wahr zu sein | David Krätschmer                             |
| 2022           | F*** You                 | Marvin Ströter                               |
| 2022           | Unsichtbar               | Kayla Shyx                                   |
| 2023           | Verrückte Phase          | Marcel Brell                                 |
| 2023           | Money                    | Paulacreatesart                              |
| 2023           | Unglaublich              | Maxi Karcher                                 |
| 2023           | OMG (verlieb’ mich grad) | Philip Kellogg                               |
| 2024           | So kalt                  | Olivia Rudnitzky                             |
| 2024           | Wünsch dir das Beste     | Valentino Rentz                              |
| 2024           | So Bad                   | Maximilian Zaksek                            |
| 2024           | Das Letzte               | Maxi Karcher                                 |
| 2024           | Sehnsucht                | Olivia Rudnitzky                             |

## Sonderveröffentlichungen

### Lieder
| Jahr | Titel Album                   | Anmerkungen                                                      |
| ---- | ----------------------------- | ---------------------------------------------------------------- |
| 2015 | Halt deine Schnauze Löwenkind | Erstveröffentlichung: 3. April 2015 Liont feat. Die Lochis       |
| 2019 | Friendzone Justice            | Erstveröffentlichung: 17. Mai 2019 Lukas Rieger feat. Die Lochis |

| Jahr           | Titel Album                                                         | Anmerkungen |
| -------------- | ------------------------------------------------------------------- | --- |
| als Die Lochis |                                                                     | |
|                |                                                                     | |
| 2017           | Fröhliche Weihnacht überall Weihnachts- und Winterlieder für Kinder | Erstveröffentlichung: 6. Oktober 2017 Original: Traditional                                                                                           |
| 2018           | Ich möchte nicht mehr zuschauen Dein Song 2018                      | Erstveröffentlichung: 16. März 2018 mit Jonah Splettstösser                                                                                           |
| 2018           | Bibi & Tina Bibi & Tina – Star-Edition                              | Erstveröffentlichung: 28. September 2018 Original: Fabian Buch                                                                                        |
| 2018           | Mädchen gegen Jungs Bibi & Tina – Star-Edition                      | Erstveröffentlichung: 28. September 2018 als Teil der Bibi & Tina All Stars Original: Lina Larissa Strahl, Lisa-Marie Koroll, Phil Laude & Louis Held |

| Jahr           | Titel Soundtrack zu        | Anmerkungen                           |
| -------------- | -------------------------- | ------------------------------------- |
| als Die Lochis |                            |                                       |
|                |                            |                                       |
| 2017           | Ab geht’s Wendy – Der Film | Erstveröffentlichung: 27. Januar 2017 |

### Videoalben
| Jahr           | Titel Musiklabel                                        | Anmerkungen |
| -------------- | ------------------------------------------------------- | --- |
| als Die Lochis |                                                         | |
|                |                                                         | |
| 2018           | #whatislife (Doku & Akustik Version) Warner Music (WMG) | Erstveröffentlichung: 16. November 2018 erweiterte Fassung von #whatislife mit Bonus-DVD; Verkäufe werden Studioalbum hinzuaddiert |

## Statistik

### Chartauswertung
|                     | DE    | AT    | CH    |
| ------------------- | ----- | ----- | ----- |
| Nummer-eins-Alben   | DE1DE | AT1AT | CH—CH |
| Top-10-Alben        | DE4DE | AT4AT | CH1CH |
| Alben in den Charts | DE5DE | AT5AT | CH5CH |

|                       | DE    | AT    | CH    |
| --------------------- | ----- | ----- | ----- |
| Nummer-eins-Singles   | DE—DE | AT—AT | CH—CH |
| Top-10-Singles        | DE—DE | AT—AT | CH—CH |
| Singles in den Charts | DE9DE | AT7AT | CH2CH |

|                          | DE    | AT    | CH    |
| ------------------------ | ----- | ----- | ----- |
| Nummer-eins-Videoalben   | DE—DE | AT—AT | CH—CH |
| Top-10-Videoalben        | DE—DE | AT1AT | CH—CH |
| Videoalben in den Charts | DE—DE | AT1AT | CH—CH |

### Auszeichnungen für Musikverkäufe
Anmerkung: Auszeichnungen in Ländern aus den Charttabellen bzw. Chartboxen sind in ebendiesen zu finden.
| Land/RegionAuszeichnungen für Musikverkäufe (Land/Region, Auszeichnungen, Verkäufe, Quellen) | Gold     | Platin | Verkäufe | Quellen           |
| -------------------------------------------------------------------------------------------- | -------- | ------ | -------- | ----------------- |
| Deutschland (BVMI)                                                                           | Gold1    | —      | 100.000  | musikindustrie.de |
| Österreich (IFPI)                                                                            | Gold1    | —      | 7.500    | ifpi.at           |
| Insgesamt                                                                                    | 2× Gold2 | —      |          |                   |